# Ардмор (Оклахома)
Ардмор (англ. Ardmore) — місто (англ. city) в США, в окрузі Картер штату Оклахома. Населення — 24 725 осіб (2020).

## Географія
Ардмор розташований за координатами 34°11′38″ пн. ш. 97°7′30″ зх. д. / 34.19389° пн. ш. 97.12500° зх. д. (34.193966, -97.124957).  За даними Бюро перепису населення США в 2010 році місто мало площу 134,11 км², з яких 129,19 км² — суходіл та 4,92 км² — водойми.

### Клімат
| Клімат : Ардмор          | Клімат : Ардмор | Клімат : Ардмор | Клімат : Ардмор | Клімат : Ардмор | Клімат : Ардмор | Клімат : Ардмор | Клімат : Ардмор | Клімат : Ардмор | Клімат : Ардмор | Клімат : Ардмор | Клімат : Ардмор | Клімат : Ардмор | Клімат : Ардмор |
| Показник                 | Січ.            | Лют.            | Бер.            | Квіт.           | Трав.           | Черв.           | Лип.            | Серп.           | Вер.            | Жовт.           | Лист.           | Груд.           | Рік             |
| Абсолютний максимум, °C  | 28,3            | 30,6            | 33,3            | 35,6            | 36,1            | 40,6            | 42,8            | 43,3            | 41,7            | 36,7            | 30,6            | 33,3            | 43,3            |
| Середній максимум, °C    | 11,7            | 13,9            | 17,2            | 23,3            | 27,2            | 32,8            | 34,4            | 35,6            | 31,7            | 25,0            | 17,8            | 12,8            | 23,7            |
| Середній мінімум, °C     | −1,7            | 1,1             | 3,3             | 10,0            | 15,0            | 20,0            | 22,2            | 21,1            | 17,2            | 10,6            | 2,8             | −0,6            | 10,1            |
| Абсолютний мінімум, °C   | −20             | −17,8           | −14,4           | −3,3            | 2,8             | 8,9             | 14,4            | 12,2            | 6,1             | −3,9            | −10,6           | −15             | −20             |
| Норма опадів, мм         | 46              | 46              | 61              | 97              | 147             | 94              | 76              | 58              | 89              | 81              | 38              | 43              | 871             |
| ------------------------ | --------------- | --------------- | --------------- | --------------- | --------------- | --------------- | --------------- | --------------- | --------------- | --------------- | --------------- | --------------- | --------------- |
| Джерело: Weatherbase.com |                 |                 |                 |                 |                 |                 |                 |                 |                 |                 |                 |                 |                 |

## Демографія
Згідно з переписом 2010 року, у місті мешкали 24 283 особи в 9740 домогосподарствах у складі 6288 родин. Густота населення становила 181 особа/км².  Було 11026 помешкань (82/км²).
Расовий склад населення:
| - 68,0 % — білих - 10,2 % — чорних або афроамериканців - 9,1 % — корінних американців - 1,8 % — азіатів - 3,5 % — осіб інших рас |

До двох чи більше рас належало 7,3 %. Частка іспаномовних становила 7,4 % від усіх жителів.
За віковим діапазоном населення розподілялося таким чином: 25,4 % — особи молодші 18 років, 59,0 % — особи у віці 18—64 років, 15,6 % — особи у віці 65 років та старші. Медіана віку мешканця становила 37,4 року. На 100 осіб жіночої статі у місті припадало 91,2 чоловіків;  на 100 жінок у віці від 18 років та старших — 88,7 чоловіків також старших 18 років.
Середній дохід на одне домашнє господарство  становив 59 805 доларів США (медіана — 42 549), а середній дохід на одну сім'ю — 75 794 долари (медіана — 56 970). Медіана доходів становила 40 681 долар для чоловіків та 27 025 доларів для жінок. За межею бідності перебувало 17,1 % осіб, у тому числі 24,4 % дітей у віці до 18 років та 15,3 % осіб у віці 65 років та старших.
Цивільне працевлаштоване населення становило 10 911 осіб. Основні галузі зайнятості: освіта, охорона здоров'я та соціальна допомога — 20,8 %, виробництво — 15,9 %, роздрібна торгівля — 15,1 %.